# Creality
Creality (спрощ.: 创想三维; кит. трад.: 創想三維; піньїнь: Chuàngxiǎng sānwéi; lit. 'Create and think 3D'), офіційно відома як Shenzhen Creality 3D Technology Co, Ltd., є китайською компанією з виробництва 3D-принтерів, заснованою в 2014 році зі штаб-квартирою в Шеньчжені .
Creality спільно запустили Чень Чунь, Ао Данжунь, Лю Хуейлінь і Тан Цзінке. Його основною продукцією є споживчі та промислові 3D-принтери.

## Історія
Першим 3D-принтером, розробленим Creality, був CR-3 у 2014 році. Незважаючи на те, що принтер так і не був випущений, він послужив прототипом для CR-7, який був запущений пізніше того ж року.
У 2015 році Creality випустила CR-8, оновлену версію CR-7.
Першим широко відомим 3D-принтером Creality став CR-10, який вперше був представлений у США в 2016 році.
У березні 2018 року компанія випустила відомий принтер Ender 3, а у вересні — преміальну модель (Ender 3 Pro).
У 2019 році Creality випустила Ender 3 S1 разом із своїм першим бюджетним 3D-принтером CR-6 SE.
У січні 2020 року Creality запустила свою платформу для створення 3D під назвою Creality Cloud.
У середині 2020 року Creality випустила лінійку принтерів Ender 3 v2, яка в основному вдосконалила оригінальний Ender 3. Пізніше того ж року вони також запустили нову лінію бюджетних принтерів (серія neo), починаючи з Ender 3 neo.
У квітні 2021 року компанія випустила монохромний 3D-принтер із смолою 2K початкового рівня.
У 2022 році Creality випустила Ender 3 v2 neo, який став другою ітерацією бюджетної лінійки «neo».
У квітні 2023 року Creality випустила 3D-принтер моделі K1, позиціонуючи його як конкурента аналогічним продуктам від Bambu Lab і Prusa. Цей запуск став частиною ширшого впровадження нових продуктів компанією, що ще більше розширює її присутність у галузі 3D-друку.
У січні 2024 року, після багатьох скарг стосовно K1, компанія випустила 3d-принтер K1C , який виправив багато недоліків K1 і дозволив друкувати CF (англ. carbon fiber — вуглецеве волокно).

## Судові позови
Creality має історію порушень GPL щодо прошивки Marlin та іншого програмного забезпечення GPL. Перший задокументований випадок був 2018 року, і Creality продовжувала таку поведінку щонайменше до 2022 року У березні 2022 року Artec подав до суду на Creality за нібито плагіат програмного коду Artec Studio. Справа була подана до Східного окружного суду Нью-Йорка 25 березня і поки не розглянута